# Avenida Ferrocarril
La avenida Ferrocarril es una de las principales avenidas de la ciudad de Huancayo, en el Perú. Se extiende de norte a sur en los distritos de El Tambo, Huancayo y Chilca. Además, en la parte central se ubica el Ferrocarril Central del Perú en un tramo que conecta la Estación de Huancayo, la Estación de Chilca y la continuación del Ferrocarril Central a Huancavelica.
El trazo que forma la actual avenida fue abierto entre 1908 y 1910 luego de la llegada del Ferrocarril Central a Huancayo (de trocha estándar) y la apertura del Ferrocarril de Huancayo a Huancavelica (de trocha angosta), que por lo mismo no estaba integrado con el Ferrocarril Central.
La avenida Ferrocarril recorre desde Chilca a El Tambo durante 11 km cruzando varias calles y avenidas importantes a su paso, convirtiéndose así en una de las arterias más importantes de la ciudad.
En 2009 el Ferrocarril Huancayo - Huancavelica fue ensanchado a la trocha estándar, quedando plenamente integrado con el Ferrocarril Central del Perú.